# Campeonato Europeu de Atletismo em Pista Coberta de 2017 - Salto em distância feminino
A prova do salto em distância feminino do Campeonato Europeu de Atletismo em Pista Coberta de 2017 foi disputada entre os dias 4 e 5 de março de 2017 na Arena Kombank em Belgrado,  na Sérvia. 

## Recordes
Antes desta competição, os recordes mundiais e do campeonato nesta prova eram os seguintes:
|                       | Nome            | Nacionalidade     | Distância | Local     | Data                    |
| --------------------- | --------------- | ----------------- | --------- | --------- | ----------------------- |
| Recorde mundial       | Heike Drechsler | Alemanha Oriental | 7m 37cm   | Viena     | 13 de fevereiro de 1988 |
| Recorde do campeonato | Heike Drechsler | Alemanha Oriental | 7m 30cm   | Budapeste | 5 de março de 1988      |
| Recorde europeu       | Heike Drechsler | Alemanha Oriental | 7m 37cm   | Viena     | 13 de fevereiro de 1988 |

## Medalhistas
| Ouro                 | Prata               | Bronze                    |
| Ivana Španović (SRB) | Lorraine Ugen (GBR) | Claudia Salman-Rath (GER) |

## Cronograma
Todos os horários são locais (UTC+2).
| Data       | Hora  | Evento       |
| ---------- | ----- | ------------ |
| 4 de março | 12:00 | Qualificação |
| 5 de março | 17:40 | Final        |

## Resultados

### Qualificação
Qualificação: 6,60m (Q) ou os 8 melhores qualificados (q).
| Posição | Atleta              | Nacionalidade       | #1   | #2   | #3   | Resultados | Notas                |
| ------- | ------------------- | ------------------- | ---- | ---- | ---- | ---------- | -------------------- |
| 1       | Ivana Španović      | Sérvia              | 7.03 |      |      | 7.03       | Q,                   |
| 2       | Darya Klishina      | Atleta independente | x    | 6.59 | 6.83 | 6.83       | Q,                   |
| 3       | Lorraine Ugen       | Reino Unido         | 6.80 |      |      | 6.80       | Q,                   |
| 4       | Claudia Salman-Rath | Alemanha            | 6.79 |      |      | 6.79       | Q,                   |
| 5       | Maryna Bekh         | Ucrânia             | 6.55 | 6.71 |      | 6.71       | Q,                   |
| 6       | Ksenija Balta       | Estónia             | 6.48 | 6.67 |      | 6.67       | Q                    |
| 7       | Jazmin Sawyers      | Reino Unido         | 6.29 | 6.47 | 6.54 | 6.54       | q                    |
| 8       | Alexandra Wester    | Alemanha            | x    | 6.23 | 6.51 | 6.51       | q                    |
| 9       | Laura Strati        | Itália              | 6.49 | x    | 6.20 | 6.49       |                      |
| 10      | Maryse Luzolo       | Alemanha            | 6.30 | 6.46 | 6.48 | 6.48       |                      |
| 11      | Juliet Itoya        | Espanha             | 6.36 | 5.95 | x    | 6.36       |                      |
| 12      | Jana Velďáková      | Eslováquia          | 6.34 | x    | x    | 6.34       | Recorde da temporada |
| 13      | Anna Venhrus        | Ucrânia             | 6.10 | x    | x    | 6.10       |                      |
| 14      | Veronika Shutkova   | Bielorrússia        | x    | 6.07 | x    | 6.07       |                      |
| 15      | Fanni Schmelcz      | Hungria             | x    | x    | 6.05 | 6.05       |                      |
| 16      | Angela Moroşanu     | Roménia             | x    | 5.98 | 5.98 | 5.98       |                      |
| 17      | Martina Miroska     | Macedônia do Norte  | x    | 5.42 | 5.58 | 5.58       |                      |

### Final
A final foi realizada às 17:40 no dia 5 de março de 2017.  
| Posição           | Atleta              | Nacionalidade                                       | #1   | #2   | #3   | #4   | #5   | #6   | Resultados | Notas                |
| ----------------- | ------------------- | --------------------------------------------------- | ---- | ---- | ---- | ---- | ---- | ---- | ---------- | -------------------- |
| Medalha de ouro   | Ivana Španović      | Sérvia                                              | x    | 7.16 | 7.24 | 7.17 | x    | 6.73 | 7.24       | ,                    |
| Medalha de prata  | Lorraine Ugen       | Reino Unido                                         | 6.75 | 6.97 | x    | x    | 6.58 | x    | 6.97       | Recorde nacional     |
| Medalha de bronze | Claudia Salman-Rath | Alemanha                                            | 6.84 | 6.71 | 6.65 | 6.67 | 6.94 | 6.87 | 6.94       | Recorde pessoal      |
| 4                 | Darya Klishina      | Ficheiro:EuropeanAthletics.png Independent Athletes | 6.62 | 6.79 | 6.52 | 6.80 | 6.68 | 6.84 | 6.84       | Recorde da temporada |
| 5                 | Ksenija Balta       | Estónia                                             | x    | x    | 6.59 | x    | 6.79 | x    | 6.79       | Recorde da temporada |
| 6                 | Jazmin Sawyers      | Reino Unido                                         | 6.47 | x    | 6.59 | x    | x    | 6.67 | 6.67       |                      |
| 7                 | Maryna Bekh         | Ucrânia                                             | x    | x    | 6.59 | 6.41 | 6.57 | 6.40 | 6.59       |                      |
| 8                 | Alexandra Wester    | Alemanha                                            | x    | 6.50 | x    | 6.39 | 6.53 | 6.43 | 6.53       |                      |

Legenda
| Recorde mundial       | Recorde mundial (World record)               |                       | Recorde africano                      | Recorde africano (African) |                                           | Q | Classificado por posição (Qualified) |
| Recorde do campeonato | Recorde do campeonato (Championship record)  | Recorde da América    | Recorde da América (Americas)         | q                          | Classificado por melhor tempo (Qualified) |   |                                      |
| Melhor marca do ano   | Melhor marca do ano (World leading)          | Recorde asiático      | Recorde asiático (Asian)              | DNS                        | Não largou (Did not start)                |   |                                      |
| Recorde nacional      | Recorde nacional (National record)           | Recorde europeu       | Recorde europeu (European)            | DNF                        | Não terminou (Did not finish)             |   |                                      |
| Recorde pessoal       | Recorde pessoal do atleta (Personal best)    | Recorde da Oceania    | Recorde da Oceania (Oceania)          | DSQ / DQ                   | Desclassificado (Disqualified)            |   |                                      |
| Recorde da temporada  | Recorde da temporada do atleta (Season best) | Recorde sul-americano | Recorde sul-americano (South America) | NM                         | Sem marca (No mark)                       |   |                                      |